# Emma Adbåge
Emma Johanna Maria Adbåge, stiliserat Emma AdBåge, född 7 december 1982 i Mjölby församling, Östergötlands län, är en svensk författare, barnboksillustratör och serieskapare. Hon har framför allt skrivit barnböcker, men också såväl spänningsromaner för vuxna som undervisningsmaterial för låg- och mellanstadiet, och har gjort bokillustrationer och teckningar för Barometern. 

## Biografi

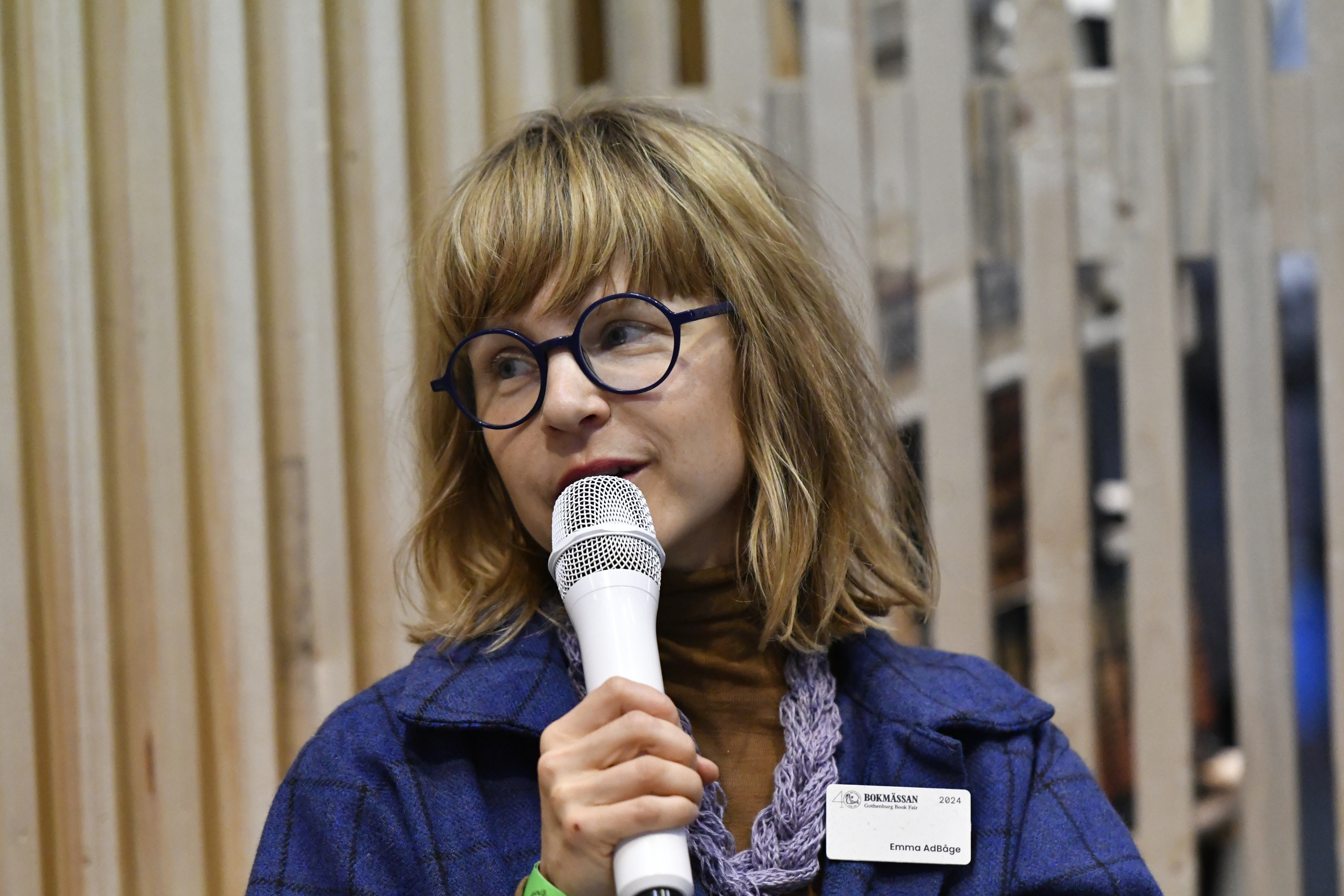
Emma Adbåge på Bokmässan i Göteborg 2024.

Emma Adbåge och hennes tvillingsyster Lisen växte upp i Sya i Östergötland. Systrarna skapade som trettonåringar sina första barnböcker. När de var sexton år, visade de upp sina alster för Barbro Lindgren, som bodde granne med systrarnas morbror, och som också drev förlaget Eriksson & Lindgren. Här blev systrarnas första böcker utgivna. 
Adbåge har därefter skrivit och tecknat ett flertal barnböcker på egen hand, men även illustrerat böcker till andra barnboksförfattare såsom Mårten Melin, Gitten Skiöld, Inger Edelfeldt och Alex Schulman. 
Bland hennes egna barnböcker märks de om Leni (Leni är ett sockerhjärta, Leni blir en bebis) och Sven (Sven sticker, Sven käkar mat). År 2018 utkom hon med barnboken Gropen som mötte god kritik och bland annat tilldelades Augustpriset i kategorin barn- och ungdomsböcker. Adbåge hade tidigare nominerats till priset tre gånger: 2014 tillsammans med Eva Staaf för Tilly som trodde att…, 2015 för Nu är det sent! och 2017 för Dumma teckning!
År 2019 släpptes skivan Folk – dikt och toner om personer med artisten Britta Persson, till vilken Adbåge tillsammans med systern Lisen, skrev texterna och skapade omslaget.
Den 21 juli 2020 var hon värd för Sommar i P1.

### Serieskapande
Emma och Lisen Adbåge gick på Serietecknarskolan i Hofors samtidigt. Därefter har båda tecknat serier parallellt med barnboksskapandet och illustratörsuppdragen. Tillsammans gjorde de serien "De kallar mig Sillen" i Ica-Kuriren där de tecknade varannan seriestripp. Emma har även medverkat i antologier som Allt för konsten och Samtidigt, liksom i serietidningar som Hjälp och Galago. En albumdebut i miniformat gjordes 2012 med den grafiska novelletten "Jag tänker på Weronica", gjord tillsammans med Malin Nilsson och utgiven av Kolik förlag i samarbete med Seriefrämjandet. Adbåge finns representerad vid bland annat Göteborgs konstmuseum.

## Priser & utmärkelser
- Silver i KOLLA!, kategorin Böcker (för boken Leni är ett sockerhjärta)[14]
- 2011 – Sven Rydén-priset
- 2013 – Elsa Beskow-plaketten[15]
- 2017 – Lennart Hellsing-priset tillsammans med Lisen Adbåge för boken "Halsen rapar hjärtat slår – rim för 0-100 år". Utgiven av Natur & Kultur 2016.[16]
- 2018 – Augustpriset för boken "Gropen"[17]
- 2018 – BMF-plaketten för boken "Gropen"[18]

## Utgivning

### Serier

#### Album
- Emma Adbåge och Malin Nilsson: Grafiska Novelletter nr 8: "Jag tänker på Weronica", Seriefrämjandet/Kolik förlag 2012. ISBN 978-91-85161-73-7

#### Medverkan i antologialbum
- Allt för konsten 4, Optimal Press 2003 ("Du är som en tjeckisk dockfilm")
- Samtidigt, Kolik förlag 2008 ("Limited edition")

#### Medverkan i tidningar
- ICA-Kuriren, 2000-tal (De kallar mig Sillen" tillsammans med Lisen Adbåge)
- Bild & Bubbla nr 3–4/2004 s. 37–39 ("Turtels Turtelsson")
- Hjälp nr 4/2008 ("Stefan Vallin") och 5/2008 ("Jag ligger och väntar på min mördare")
- Galago nr 1/2009 ("Kevin")

### Barnböcker

#### På egen hand
- Mimsan och mormorn, 2001
- Hämta Joel 2004
- Femtikronorskrämen 2006
- Jag var superhjälte, säger vi! 2008
- Vi hittar Smulbert 2009
- Fylla år 2009
- Leni är ett sockerhjärta 2010
- Sven sticker 2010
- Leni blir en bebis 2011
- Jag är jag 2011 (kapitelbok)
- Nu är det sent! 2015
- Dumma teckning! 2017
- Gropen 2018

#### Samarbeten/illustrationer (urval)
- Anders Gustafson: Felicias storverk 2002
- Mårten Melin och Emma Adbåge: Mera glass i däcken 2003
- Mårten Melin: Susanne och den lilla grisen 2004
- Mårten Melin: Svarta kängor med gul söm 2006
- Tove Kullberg och Emma Adbåge: Tove va-va 2007
- Gitten Skiöld och Emma Adbåge: God morgon, Märta! 2007
- Inger Edelfeldt: De ovanligaste barnen i världen 2008
- Martin Waddell: Den stora finalen 2009
- Gitten Skiöld och Emma Adbåge: Var är apan, Märta? 2009
- Gitten Skiöld: Molly och Siri' 2010
- Alex Schulman: Bajsfesten 2010
- Gitten Skiöld: Britta bara tittar 2011
- Lennart Hellsing: A-B-C-D Råttan kokar te 2012
- Eva Staaf: Tilly som trodde att... 2014
- Folk: Främlingar och vänner - nån du kanske känner (2019)

### Övriga bokutgåvor (urval)
- Hur långt är ett snöre? : en bok om människor, kommunen och framtiden 2002 (ill.)
- Inger Hasselbaum: Att läsa högt: viktigt, roligt, härligt! 2006 (ill.)